# WASP-39
WASP-39 (auch Malmok) ist ein Stern im Sternbild Jungfrau. Er befindet sich in einer Entfernung von etwa 700 Lichtjahren und wird von einem Planeten in lediglich 4 Tagen umkreist. Die Atmosphären des Planeten mit Namen WASP-39 b war eine der ersten Untersuchungen des James-Webb-Weltraumteleskops und wurde im August 2022 publiziert. In der Studie wurde zum ersten Mal CO2 in der Atmosphäre eines Exoplaneten nachgewiesen. Später konnten weitere Stoffe in der Atmosphäre entdeckt werden.

## Stern
Der Stern WASP-39 ist ein sonnenähnlicher Stern mit etwas geringerer Masse von etwa 0,91 Sonnenmassen und einem Radius von etwa 0,94 Sonnenradien. Abgesehen davon scheint der Stern mit etwa 8,5 Milliarden Jahren ein deutlich höheres Alter als die Sonne zu haben, jedoch bei relativ großer Unsicherheit.

## Planet WASP-39 b

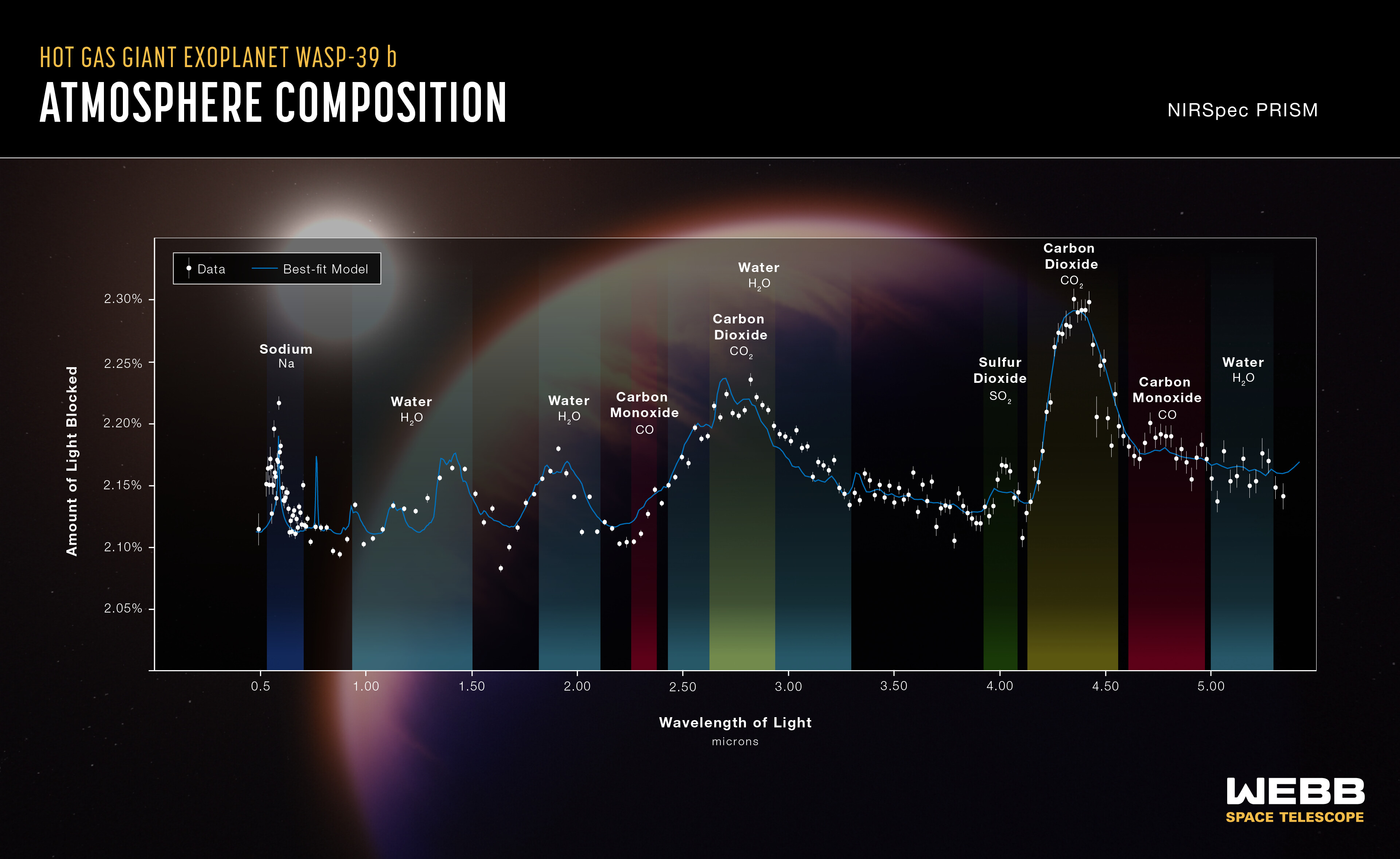
Spektrum von WASP-39 b, aufgenommen mit dem James-Webb-Weltraumteleskop

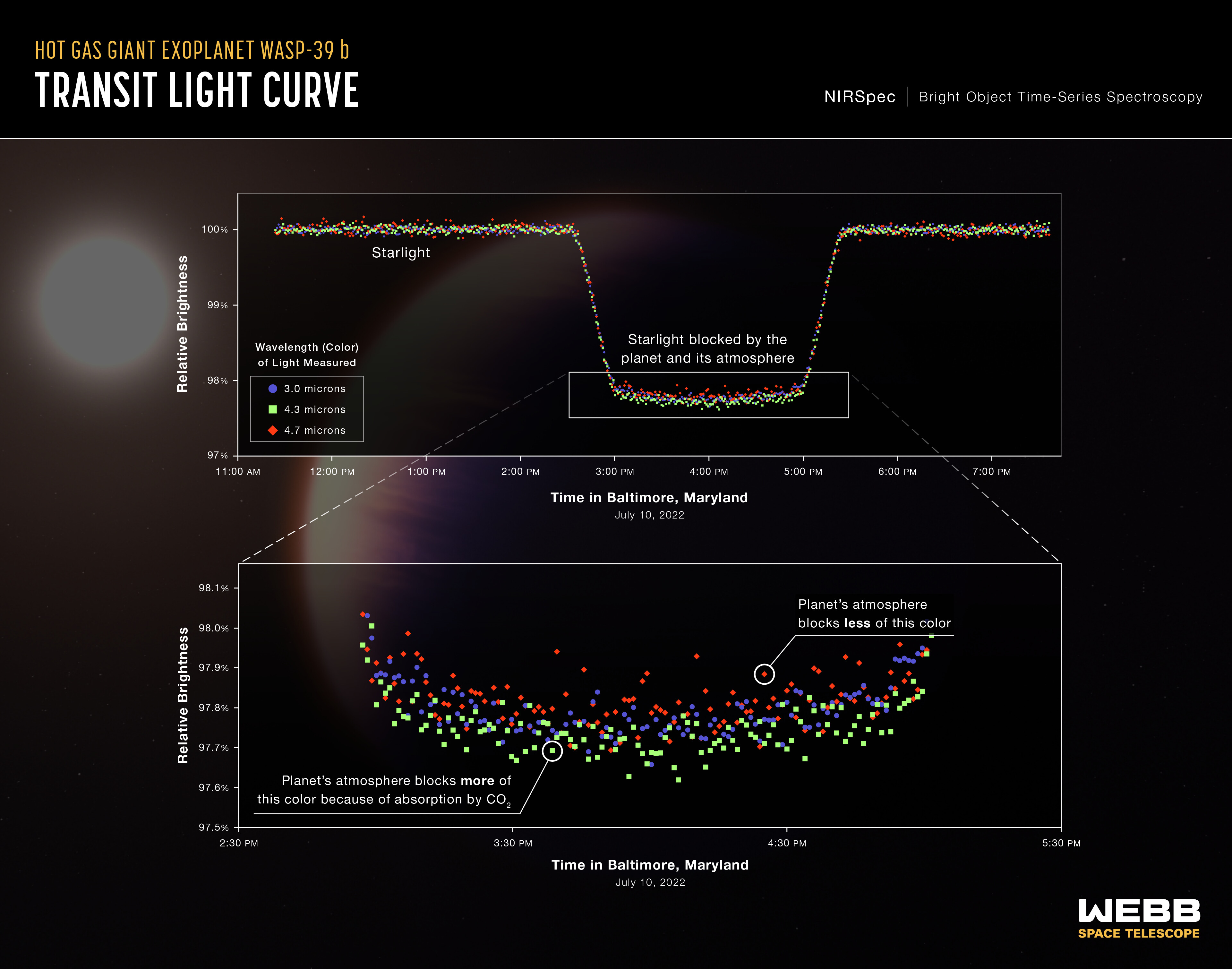
Transitsignal eines Durchgangs von WASP-39 b, aufgenommen mit dem James-Webb-Weltraumteleskop

Der Planet WASP-39 b (auch Bocaprins) wurde im Jahre 2011 mittels der Transitmethode entdeckt. Er umkreist seinen Zentralstern in lediglich 4 Tagen. Obwohl seine Masse lediglich bei etwa 0,28 Jupitermassen liegt, so ist er deutlich größer als Jupiter mit etwa 1,27 Jupiterradien. Folglich hat er eine geringere Dichte als jeder Planet des Sonnensystems mit lediglich 0,19 g/cm³. Die Untersuchung seiner Atmosphäre zeigte Spuren von Natrium, H2O, CO, CO2 sowie SO2. Die Temperaturen liegen bei etwa 1100 K. Die Temperaturverteilung auf WASP-39 b scheint jedoch nicht homogen. Eine Studie durch Analyse der Spektren kommt im Jahr 2024 zum Schluss, dass die Temperatur auf der Morgenseite des Planeten wohl bei knapp 900 K liegt, während sie auf der Abendseite bei etwa 1100 K liegt. Die Ursache könnte darin liegen, dass die Morgenseite bewölkt ist, während es auf der Abendseite klar ist. Sollte sich diese Interpretation bestätigen, wäre WASP-39 b der erste Exoplanet bei dem auf der Tagseite Temperaturunterschiede gemessen wurden.